# Greatest Hits (album d'Alice Cooper)
Pour les articles homonymes, voir Greatest Hits.
Albums de Alice Cooper
Muscle of Love
(1973) Welcome to My Nightmare
(1975)
Greatest Hits est le premier album compilation d'Alice Cooper, dont la discographie contenait alors huit albums studio et un live.

## Liste des titres
| No  | Titre                 | Auteur                                | Album                 | Durée |
| --- | --------------------- | ------------------------------------- | --------------------- | ----- |
| 1.  | I'm Eighteen          | Cooper, Bruce, Dunaway, Smith, Buxton | Love It to Death      | 2:58  |
| 2.  | Is It My Body         | Cooper, Bruce, Dunaway, Smith, Buxton | Love It to Death      | 2:41  |
| 3.  | Desperado             | Cooper, Bruce                         | Killer                | 3:29  |
| 4.  | Under My Wheels       | Dunaway, Smith, Ezrin                 | Killer                | 2:46  |
| 5.  | Be My Lover           | Bruce                                 | Killer                | 3:22  |
| 6.  | School's Out          | Cooper, Bruce, Dunaway, Smith, Buxton | School's Out          | 3:30  |
| 7.  | Hello Hooray          | Rolf Kempf                            | Billion Dollar Babies | 4:18  |
| 8.  | Elected               | Cooper, Bruce, Dunaway, Smith, Buxton | Billion Dollar Babies | 4:08  |
| 9.  | No More Mr. Nice Guy  | Cooper, Bruce                         | Billion Dollar Babies | 3:07  |
| 10. | Billion Dollar Babies | Cooper, Bruce, Reggie                 | Billion Dollar Babies | 3:43  |
| 11. | Teenage Lament '74    | Cooper, Smith                         | Muscle of Love        | 3:54  |
| 12. | Muscle of Love        | Cooper, Bruce                         | Muscle of Love        | 3:45  |

## Musiciens
- Alice Cooper - chants
- Glen Buxton - guitare solo
- Michael Bruce - guitare rythmique
- Dennis Dunaway - basse
- Neal Smith - batterie, percussions
- Steve Hunter - guitare solo sur Billion Dollar Babies & Hello Hooray